# Departamento Administrativo Nacional de Estadística
El Departamento Administrativo Nacional de Estadística (DANE) és l'entitat responsable de la producció d'estadístiques oficials en Colòmbia, així com de la coordinació del Sistema Estadístic Nacional. El DANE ofereix més de 100 operacions estadístiques en aspectes industrials, econòmics, agropecuaris, poblacionals i de qualitat de vida encaminades a suportar la presa de decisions en aquest país.

## Història
A l'octubre de 1951, mitjançant el Decret 2240, se separa l'Oficina Nacional d'Estadística de la Contraloría General de la República, és així com es crea la Direcció Nacional d'Estadística, dependència directa de la Presidència de la República. En 1953, sota el govern del General Gustavo Rojas Pinilla, amb empara en el Decret 2666, es crea el Departamento Administrativo Nacional de Estadística – DANE; posteriorment va ser reorganitzat en 1968 (Decret 3167), sent President Carlos Lleras Restrepo; al desembre de 1992, durant el govern de César Gaviria Trujillo, es va dur a terme una reestructuració amb base en el Decret 2118. Mitjançant Decret No.1174 del 29 de juny de 1999, sota el govern d'Andrés Pastrana, s'adscriu al DANE l'Institut Geogràfic Agustín Codazzi. Amb el Decret 1151 del 19 de juny de 2000, es va adoptar una nova estructura orgànica i posteriorment es van realitzar els ajustos i modificacions a la planta de personal, la qual va ser adoptada mitjançant el Decret 1187 del 28 de juny de 2000, en el govern d'Andrés Pastrana Arango. Amb el Decret 263 del 28 de gener de 2004 es modifica la planta de personal del Departament Administratiu Nacional d'Estadística i es dicten altres disposicions.

### Llistat històric de directors
| Període                | Nom                             | Professió              |
| ---------------------- | ------------------------------- | ---------------------- |
| Ago 2018 - actual      | Juan Daniel Oviedo Arango       | Economista             |
| Set 2013 - Ago 2018    | Mauricio Perfetti del Corral    | Economista             |
| Nov 2010 - Set 2013    | Jorge Bustamante Roldán         | Economista i Politòleg |
| Oct 2007 - Nov 2010    | Héctor Maldonado Gómez          | Economista             |
| Set 2004 - Set 2007    | Ernesto Rojas Morales           | Enginyer Civil         |
| Oct 2002 - Set 2004    | Cesar Augusto Caballero Reinoso | Politòleg              |
| Jul de 2000 - Set 2002 | Maria Eulalia Arteta Manrique   | Eng. Industrial        |
| Des 1998 - Jul 2000    | Mario René Verswyvel Villamizar | Economista             |
| Feb 1996 - Des 1998    | Edgardo Alberto Santiago Molina | Economista             |
| 1994 - 1996            | María Luisa Chiappe de Villa    |                        |
| 1990 - 1994            | Rodolfo Uribe Uribe             |                        |
| 1986 - 1990            | Luis Alfonso González Caro      |                        |
| 1984 - 1986            | Mauricio Ferro Calvo            |                        |
| 1982 - 1984            | Alberto Schlesinger Vélez       |                        |
| 1978 - 1982            | Humberto Gallego Gamboa         |                        |
| 1971 - 1978            | Álvaro Velásquez Cock           |                        |
| 1967 -1971             | Ernesto Rojas Morales           |                        |
| 1952 -1967             | Alberto Charry Lara             |                        |

Actualment, el director del DANE és Juan Daniel Oviedo Arango, economista de la Universitat de Rosario. Doctor en Economia de la Universitat de Tolosa (França), en la qual també va cursar un Mestratge en Economia Matemàtica i Econometria. Es va exercir com a professor i director de Planeación i Efectivitat Institucional de la Universitat del Rosario. En aquest últim centre educatiu també va ser director de l'Escola Doctoral d'Economia.
Oviedo ha estat assessor extern de la Superintendència de Ports i Transports, l'Autoritat Nacional de Televisió, la Superintendència de Subsidi Familiar, la Comissió de Regulació de Comunicacions, el ministeri de les TIC, entre altres entitats.

## Missió
Planejar, implementar i avaluar processos rigorosos de producció i comunicació d'informació estadística a nivell nacional, que compleixin amb estàndards internacionals i es valguin de la innovació i la tecnologia, que suportin la comprensió i solució de les problemàtiques socials, econòmiques i ambientals del país, serveixin de base per a la presa de decisions públiques i privades i contribueixin a la consolidació d'un Estat Social de Dret equitatiu, productiu i legal.

## Visió
En 2022 el DANE haurà enfortit la capacitat estadística nacional i serà referent nacional i internacional d'integritat, coneixement palanquejat en innovació i tecnologia, bones pràctiques i alts estàndards de qualitat, en la producció i comunicació d'informació, per a l'enfortiment de la cultura estadística a Colòmbia.

## Entitats adscrites
- Fons Rotatori del DANE (FONDANE).
- Instituto Geográfico Agustín Codazzi (IGAC).